# 李處全
李处全（1131年—1189年），字粹伯，号晦庵。徐州豐縣（今屬江蘇）人。
李淑曾孙，李传正之子。南渡後舉家僑居溧陽（今屬江蘇）。紹興元年生，紹興三十年（1160年）梁克家榜進士，授宗正寺簿、礼部郎官，知沅州，提举湖北茶盐，乾道元年（1165年）以事罢官。乾道六年擔任秘书丞，迁殿中侍御史。淳熙二年（1175年）知袁州，以收賄免職。淳熙七年，權發遣處州。移官贛州，未赴任，再改舒州（今安徽潛山）。淳熙十六年卒於任上。葬溧陽州西南大石山。范成大等有挽詩。有《晦庵詞》一卷。